# Mercado financiero
En economía, un mercado financiero es un espacio (físico o virtual o ambos) en el que se realizan los intercambios de instrumentos financieros y se definen sus preferencias.  En general, cualquier mercado de materias primas podría ser considerado como un mercado financiero si el propósito del comprador no es el consumo inmediato del producto, sino el retraso del consumo en el tiempo.
Los mercados financieros están afectados por las fuerzas de oferta y demanda. Los mercados colocan a todos los vendedores en el mismo lugar, haciendo así más fácil encontrar posibles compradores. A la economía que confía ante todo en la interacción entre compradores y vendedores para destinar los recursos se le llama economía de mercado, en contraste con la economía planificada.
Los mercados financieros, en el sistema financiero, facilitan:
- El aumento del capital (en los mercados de capitales).
- La transferencia de riesgo (en los mercados de derivados).
- El comercio internacional (para las diferentes transacciones financieras).

Son usados para reunir a aquellos que necesitan recursos financieros con aquellos que los tienen.

## Funciones de los mercados
- Establecer los mecanismos que posibiliten el contacto entre los participantes en  negociación.
- Fijar los precios de los productos financieros en función de su oferta y su demanda.
- Reducir los costes de intermediación, lo que permite una mayor circulación de los productos.
- Administrar los flujos de liquidez de productos o mercado dado a otros.

## Características
- Amplitud: Número de títulos financieros que se negocian en un mercado financiero. Cuantos más títulos se negocien más amplio será el mercado financiero.
- Profundidad: Es la existencia de títulos financieros que cubran diversas eventualidades en un mercado financiero. Por ejemplo, que existan títulos financieros que protejan contra el alza o la caída del precio de una determinada mercancía.
- Libertad: No existen barreras en la entrada o salida del mercado financiero.
- Flexibilidad: Precios de los activos financieros, que se negocian en un mercado, a cambiar ante un cambio que se produzca en la economía.
- Transparencia: Posibilidad de obtener la información del precio del activo financiero.
- Que no existan costes de transacción, impuestos, variación del tipo de interés o inflación.
- Los activos sean divisibles e indistinguibles.
- indicador

## Teoría del paseo aleatorio
Según la teoría del paseo aleatorio, los movimientos de los mercados financieros no se pueden predecir. En la realidad, se puede observar un mayor o menor grado de este

## Tipos de mercados financieros
Los mercados financieros pueden ser divididos en diferentes subtipos:

### Por los activos transmitidos
- Mercado monetario: Se negocia con dinero o con activos financieros con vencimiento a corto plazo y con elevada liquidez, generalmente activos con plazo inferior a un año.
- Mercado de capitales: Se negocian activos financieros con vencimiento a medio y largo plazo, básicos para la realización de ciertos procesos de inversión.

### En función de su estructura
- Mercado organizado
- Mercados no-organizados dеnominados en inglés ("Over The Counter").

### Según la fase de negociación de los activos financieros
- Mercado primario: Se crean activos financieros. En este mercado los activos se transmiten directamente por su emisor.
- Mercado secundario: Solo se intercambian activos financieros ya existentes, que fueron emitidos en un momento anterior. Este mercado permite a los tenedores de activos financieros vender los instrumentos que ya fueron emitidos en el mercado primario (o bien que ya habían sido transmitidos en el mercado secundario) y que están en su poder, o bien comprar otros activos financieros.

### Según la perspectiva geográfica
- Mercados nacionales. La moneda en que están denominados los activos financieros y la residencia de los que intervienen es nacional.[1]
- Mercados internacionales

### Según el tipo de activo negociado
- Mercado tradicional. En el que se negocian activos financieros como los depósitos a la vista, las acciones o los bonos.
- Mercado alternativo. En el que se negocian activos financieros alternativos tales como inversiones en cartera, pagarés, factoring, propiedad raíz (ej. a través de derechos fiduciarios), en fondos de capital privado, fondos de capital de riesgo, fondos de cobertura (hedge funds), proyectos de inversión (ej. infraestructura, cine, etc.) entre muchos otros.

### Otros mercados
- MERCADO WSD, DERIVADOS TOKENIZADOS DE INDICES |MATERIAS PRIMAS |FOREX |ACCIONES
- Mercados de commodities (mercancías), que permiten el comercio de commodities.
- Mercados de derivados, que provee instrumentos para el manejo del riesgo financiero
  - Mercados de forwards, que proveen contratos forward estandarizados para comerciar productos a una fecha futura; véase también forward.
- Mercados de seguros, que permite la redistribución de riesgos variados; véase contrato de seguro.
- Mercado de divisas, que permite el intercambio de monedas extranjeras o divisas.
- Mercado de criptodivisas.